# Kanal 5
Kanal 5 televizija iz Splita bila je hrvatska komercijalna televizija koju se moglo gledati putem kabelskog sustava, najprije u Splitu, Zagrebu, Velikoj Gorici i Osijeku, a potom i u cijeloj Hrvatskoj na MAXtv programu 809.
Kanal 5 TV je s radom započela 14. veljače 2004. Veliku gledanost stječe suradnjom s HNK Split (Splitsko ljeto) te nizom dnevnih emisija kao što su Relax Studio, Otvoreno kazalište, In magazin, Pusti me proć', Tvor, Razgovori prigovori, Mosorijada Milorada Bibića Mosora i druge. K5TV bio je organizator i pratitelj brojnih kulturno-zabavnih manifestacija u Splitu (javni doček Nove godine 2005. i 2006., Noć Dioklecijana, Dani Dioklecijana, Montura, glazbeni festivali, koncerti itd.).

## Programska shema
Kanal 5 TV emitira cjelokupni dnevni program u trajanju od oko 5 sati u vlastitoj produkciji. Programsku shemu, uz brojne dnevne studijske emisije i istraživačke reportaže, čini i niz modnih, športskih i glazbenih intermezza. Producent programa je Damir Dešković, direktorica marketinga Vesna Lemo, a direktor i urednik programa Tonči Šundov.

### Popis emisija
Iz programa izdvajamo :
- Nemiran Duh - emisija o putovanjima, uređuje i vodi Tonka Alujević
- Razgovori, prigovori - aktualno iz studija, voditelj Saša Ljubičić
- Pusti me proć' – talk show s političkim temama, urednik i voditelj Tonči Šundov
- Iskoristi dan – mozaična emisija iz studija
- Otvoreno kazalište – emisija o kazališnoj umjetnosti i HNK Split, Andrea Viđak
- Život i prostor – emisija o arhitekturi, uređuje i vodi Inge Gattin Pogutz
- Happy day uživo iz studija petkom, zabavno-glazbena emisija koju vodi Dina Bujas
- Naša posla –  TV komentar, urednik i voditelj Saša Ljubičić
- Tvor - tvornica gradskih priča
- In magazin
- Kruha i igara – emisija o športu Antonie Klanac
- Gušti iz teće - kulinarska emisija
- Vidilica – televizijska vijećnica
- 5 minuta vijesti u 18, 19, 20, 21, 22 i 23 h h